# Юзбаши Костянтин Миколайович
Юзбаши (Юзбашич, Юзбаша, Юзбаш) Костянтин Миколайович (1724 — 17 вересня 1802) — виходець із сербських граничар Австро-угорської імперії, один з перших військових поселенців Слов'яносербії.

## Біографія
Прибув до Росії наприкінці 1752 р. у чині капітана зі складу команди підполковника Івана Георгійовича Шевича. Спочатку разом з іншими сербськими переселенцями перебував у Києві, де залишив по собі доволі примітний слід. У серпні 1754 р. у складі напівсформованого полку под командуванням генерал-майора І. Шевича виїхав з Києва й прибув до Бахмуту, звідки його було розквартировано до однієї з казених слобід Бахмутської провінції. Від весни 1756 р. брав безпосередню участь у створенні нової прикордонної территоріально-адміністративної одиниці — Словяносербії, будучи спочатку командиром 5-ї роти (с. Жовте або Жовтий Яр) гусарського полку генерал-майора І. Шевича.
Щодо просування по службі та посадах К. М. Юзбаши доступних свідчень небагато. Відомо, що у 1757 р. він був ще капітаном полку Шевича, у 1767 р. — прем'єр-майором Бахмутського гусарського полку, 1770 р. — підполковником, 1777 р. — полковником , 1780 р. — бригадиром . Протягом 1777-1780 рр. командував Волоським гусарським полком. 1 січня 1781 року Костянтин Юзбаша вийшов у відставку.
26 листопада 1781 р. бригадир К. М. Юзбаша нагороджено Орденом Святого Георгія 4 ст. за вислугу.
Як рангову дачу 1775 р. отримав землі поміж рр. Сіверський Донець і Лугань у Бахмутській провінції Азовської губернії, де заснував і залюднив декілька сіл — Весела Гора (Веселе) і Олександрівка (Юзбашівка), в яких побудував дерев'яні поміщицькі будинки, винокурні й церкви — Благовіщення Пресвятої Богородиці у Веселій Горі (1776—1777) та Вознесіння Господня в Олександрівці (1785—1791).
Помер, за деякими даними, 17 вересня 1802 р., похований в селі Весела Гора (могила не збереглася) .